# Квіткоїд жовточеревий
Квіткоїд жовточеревий (Dicaeum melanoxanthum) — вид горобцеподібних птахів родини квіткоїдових (Dicaeidae). 
Вид широко поширений у Бангладеш, Бутані, Індії, Непалі, М'янмі, Лаосі, Таїланді та В'єтнамі. 
Його природними місцями проживання є субтропічні або тропічні вологі низовинні і гірські ліси.